# Vojta Kiďák Tomáško
Vojta „Kiďák“ Tomáško, vlastním jménem Vojtěch Tomáško (* 16. dubna 1947 v Teplicích) je trampský a folkový písničkář, kromě jiného zakladatel a bývalý člen loketské trampské skupiny Roháči, s níž vystupoval od jejího založení v roce 1975 až do roku 1984. Je držitelem několika Port. V současnosti vystupuje sólově.
Je autorem téměř 300 písní a písňových textů, také celé řady humorných povídek. Jeho písně jsou pilířem repertoáru Roháčů, píše i pro další interprety a skupiny, mj. pro Věru Martinovou.
Od dětství žije v Lokti nad Ohří, je ženatý, má syna Vojtěcha.
V minulosti působil ve skupinách Plížák (Sokolov) a Roháči (Loket nad Ohří), také ve dvojici s Lubomírem „Ríšou“ Melicharem.

## Nejznámější písně (výběr)
- Česačů bavlny bál
- Nebe plné koní
- Bílej TIRák
- Toulavej (stejnojmenná LP deska)
- Náklaďák do L.A.
- Zelená košile
- Hádej, kdo tě má rád (stejnojmenné CD)
- Šlapací mlýn

## Ocenění (výběr)
- 1× Zlatá Porta (1981)
- 2× Autorská Porta (1979 a 1981)

## Diskografie
- 1990 Toulavej
- 1992 V. K. Tomáško II.
- 1994 Nejsme svatý
- 1996 Jestlipak víš
- 2000 Hvězdopad
- 2002 Náklaďák do L.A.
- 2007 Srpnové trávy - 2CD
- 2011 Hádej, kdo tě má rád
- 2015 Jak dravá voda
- 2018 25 NEJ...
- 2021 Všechno je tak, jak má být

## Zpěvníky
- Toulavej I.
- Toulavej II.